# Valentina Prudskova
Valentina Aleksandrovna Prudskova (en russe : Валентина Александровна Прудскова), née le 27 décembre 1938 à Ierchov et morte le 23 août 2020 à Saratov, est une fleurettiste soviétique.

## Carrière
Licenciée au Burevestnik Saratov, Valentina Prudskova est sacrée championne du monde par équipe aux Championnats du monde d'escrime 1958 à Philadelphie, championne olympique par équipe aux Jeux olympiques d'été de 1960 à Rome, championne du monde par équipe aux Championnats du monde d'escrime 1961 à Turin et médaillée d'argent par équipe aux Championnats du monde d'escrime 1962 à Buenos Aires.
Aux Jeux olympiques d'été de 1964 à Tokyo, elle remporte la médaille d'argent en fleuret par équipe et ne passe pas les quarts de finale de l'épreuve individuelle.
Aux Championnats du monde d'escrime 1965 à Paris, elle obtient l'or par équipe et le bronze en fleuret individuel.